# Hypochlorosis tenebrosa
Hypochlorosis tenebrosa är en fjärilsart som beskrevs av Rothschild 1915. Hypochlorosis tenebrosa ingår i släktet Hypochlorosis och familjen juvelvingar. Inga underarter finns listade i Catalogue of Life.